# Philippe Rémi Nicolas Bidet de Juzancourt
Philippe Rémi Nicolas Bidet de Juzancourt, né le 16 janvier 1737 à Reims (Marne), mort le 5 août 1806 à Maastricht (Pays-Bas), est un colonel français de la Révolution et de l’Empire.

## États de service
Il entre en service le 26 janvier 1758, comme élève sous-lieutenant à l’école du génie de La Fère, et le 4 septembre suivant, il passe à celle de Mézières avec le grade de lieutenant en second.
Sortie de l’école le 1er janvier 1760, avec le grade d’ingénieur (lieutenant en premier), il fait la campagne de Corse en 1768, sous les ordres du comte Marbeuf, et il reçoit son brevet de capitaine le 30 décembre 1769. Il est nommé major le 20 mars 1787, et lieutenant-colonel le 1er avril 1791. Il se distingue de 1791 à 1793, à l’armée du Nord, où il est successivement chargé de l’établissement du camp retranché de Maubeuge, et des préparatifs de défense de cette place. Il donne des preuves de valeur et de zèle dans différentes sorties de la garnison, notamment le 6 octobre 1793. Un certificat adressé au ministre de la guerre, par le général Ferrand, le 18 octobre, atteste de la conduite distinguée de cet officier supérieur pendant toute la durée du blocus. 
Le 15 avril 1793, il est nommé provisoirement par le général Dampierre, colonel directeur des fortifications, et il est confirmé par le ministre de la guerre le 14 septembre suivant. Employé avec ce grade à Sarrelouis, il est placé en traitement de réforme par un arrêté du directoire exécutif en date du 20 août 1798.
Il est remis en activité le 22 septembre 1799, comme directeur des fortifications à Maëstricht, et il est fait chevalier de la Légion d’honneur le 11 décembre 1803, puis officier de l’ordre le 14 juin 1804. Il est admis à la solde provisoire de retraite le 31 décembre 1805, et il obtient sa retraite définitive le 21 janvier 1806.
Il meurt le 5 août 1806, à Maëstricht.

## Biographie
- A. Lievyns, Jean Maurice Verdot, Pierre Bégat, Fastes de la Légion-d'honneur, biographie de tous les décorés accompagnée de l'histoire législative et réglementaire de l'ordre, Tome 3, Bureau de l’administration, 1844, 529 p. (lire en ligne), p. 29.
- Danielle Quintin et Bernard Quintin, Dictionnaires des colonels de Napoléon, S.P.M., 2013, 978 p. (ISBN 978-2-296-53887-0, lire en ligne), p. 103
- Léon Hennet, Etat militaire de France pour l’année 1793, Siège de la société, Paris, 1903, p. 311.
- Henri Danton, Biographie rémoise ou histoire des rémois célèbres depuis les temps les plus reculés jusqu’à nos jours, Reims, Brissart-Binet, 1855, p. 9.